# Шкала самооценки Розенберга
Шкала самоуважения Розенберга (RSES) — мера самоуважения, широко используемая в социальных исследованиях. В ней используется шкала от 0 до 30 баллов, где балл менее 15 может указывать на проблемное низкое самоуважение.
Шкала RSES разработана аналогично анкетам социальных исследований. В пяти пунктах высказывания сформулированы положительно, а в пяти — отрицательно. Шкала измеряет глобальную самооценку, измеряя как положительные, так и отрицательные чувства к себе. Первоначальная выборка, для которой была разработана шкала, состояла из 5024 учащихся младших и старших классов средней школы из 10 случайно выбранных школ штата Нью-Йорк. Шкала самоуважения Розенберга считается надёжным и достоверным количественным инструментом для оценки самоуважения.
Шкала RSES был переведена и адаптирована для различных языков, таких как персидский, французский, китайский, итальянский, немецкий, португальский и испанский. Шкала широко используется в кросс-культурных исследованиях в 53-х странах.